# Андсумяе (Виру)
Андсумяе (ест. Andsumäe) — село в Естонії, входить до складу волості Виру, повіту Вирумаа. До 2017 року входило до складу волості Ласва.